# هجوم كانو 2014
هجوم كانو 2014 هو هجوم إرهابي وقع في 28 نوفمبر 2014 على المسجد المركزي (المسجد الكبير) في كانو، أكبر مدينة في المقام الأول لمسلم شمال نيجيريا خلال تمرد بوكو حرام في نيجيريا. المسجد الوطني بجانب قصر أمير كانو محمد السنوسي الثاني ثاني أكبر العلماء المسلمون الكبار في نيجيريا، الذي كان قد حث المدنيين على حماية أنفسهم عن طريق التسليح ضد بوكو حرام. قام انتحاريان بتفجير نفسيهما وفتح مسلحون النار على أولئك الذين كانوا يحاولون الفرار. قتل نحو 120 شخصًا مع 260 آخر أصيبوا بجروح.

## خلفية
يوم 25 نوفمبر قتلت انتحاريتان أكثر من 45 شخصا في سوق مزدحمة في مايدوغوري ولاية بورنو. في 27 تشرين الثاني نحو 50 شخصا قتلوا في داماساك من قبل مسلحين بوكو حرام. تم إحباط هجوم بقنبلة أيضا بالقرب من المسجد الوطني في ساعات مايدوجوري قبل تفجيرات كانو. وكانت قنبلة مزروعة على الطريق يشتبه في أن يكون التحكم فيها عن بعد نزع فتيلها.

## التفجيرات
ووقع الهجوم في 28 نوفمبر 2014 بثلاث قنابل انفجرت خلال الصلاة التي بدأت للتو فور الانفجار. ووفقا لشهود عيان كانت المفجرين في الفناء بينما كان الثالث في الطريق. شاهد عيان قال: «كان الإمام على وشك أن يبدأ الصلاة ورأى شخص في سيارة تحاول دخول المسجد الوطني، ولكن عندما توقف الناس له، فجر السيارة وبدأ الناس يركضون». بعد الانفجارات فتح مسلحون النار على الناس. قال المتحدث باسم الشرطة الوطنية ايمانويل اوجوكو قُتل أربعة مسلحين بعد اطلاق النار.

## ما بعد التفجيرات
أدان الرئيس النيجيري جودلاك جوناثان الهجمات، وأمر الأجهزة الأمنية الوطنية «لإطلاق التحقيق الكامل النطاق وأضاف لن ندخر جهدا حتى عن وكلاء الإرهاب وتقويض حق كل مواطن في الحياة والكرامة وتعقب وتقديمهم إلى العدالة». في ديسمبر 2014 زعيم جماعة إسلامية نيجيرية هي بوكو حرام أبو بكر شيكاو قد اتهم أمير كانو سنوسي لاميدو سنوسي بالانحراف عن الإسلام وهددوه بالقتل.
وفقًا للتقارير، بناء على طلب المساعدة من نيجيريا، بريطانيا تدرس إرسال مدربين عسكريين إلى نيجيريا لمساعدة الجيش النيجيري في مقاومة الهجمات الإرهابية بوكو حرام.